# Ahmosia
Ahmosia là một chi bướm đêm thuộc phân họ Olethreutinae thuộc họ Tortricidae.

## Các loài
- Ahmosia aspasiana (McDunnough, 1922)
- Ahmosia galbinea Heinrich, 1926